# Evald Aav
Evald Aav (Tallinn, 22 februari 1900 (oude kalender) - aldaar, 21 maart 1939) was een Estisch operacomponist.

## Biografie
Aav studeerde piano bij Helmi Viitol-Mohrfeldt en muziektheorie bij Anton Kasemets. In 1926 slaagde hij voor het compositie-examen bij Artur Kapp op de Muziekhogeschool van Tallinn. Hij zong 10 jaar in het koor van de Estlandse opera (1916-1926), was van 1924 tot 1927 dirigent van het orkest en koor van de Militaire Academie in Tallinn, van 1934 tot 1939 had hij de leiding over het Mannenkoor Eesti Laulumehed (Estlandse Zangers), en van 1937 tot 1939 dirigeerde hij het koor van de Muziekvereniging van de Tallinnse Schooljeugd (Tallinna Koolinoorsoo Muusika Ühing). Aav had een grote bijdrage in de organisatie van het Estische muziekleven. Tussen 1932 en 1939 werkte hij voor de organisatie die het auteursrecht van componisten in Estland regelde (Autorikaitse Ühing), van 1930 tot 1939 schreef hij vele artikelen over muziek voor het tijdschrift ‘Muusikaleht’ en behoorde hij tot het bestuur van de Estische Zangersbond (Eesti Lauljate Liit), die dit blad uitgaf. 
Na zijn overlijden werd in 1943 door Aavs zuster, Frida Rukki, het Evald Aav Stipendium in het leven geroepen, dat erop gericht was Estisch compositietalent te ondersteunen.

## Composities (incomplete lijst)
Aav componeerde de eerste Estische opera, De Vikingen, die in 1928 in première ging en in de Estische taal was geschreven. De hoofdmoot van zijn composities zijn vocaal, voor gemengd koor, of mannen- of vrouwenkoor in het Estisch. Een gedeelte is orkestraal. Zijn symfonisch gedicht ‘Elu’ (Leven) geniet enige bekendheid.
- Opera: Vikerlased, (De Vikingen), in 3 akten, libretto: Voldemar Loo, première 8 september 1928, Nationale Opera Estonia o.l.v. Raimund Kull
- Meil aiaäärne tänavas (Bij ons in het straatje), voor 4 hoorns en strijkorkest
- Concertwals, 1934
- Suite voor symfonieorkest uit de opera Vikerlased, 1934
- Symfonisch gedicht Elu (Leven), 1934
- Symfonie in D mineur, 1939

In onderstaande link zijn de vocale composities traceerbaar.

## Links
- Evald Aav, biografie en compositie-overzicht op de webpagina van het muziekcentrum Estland https://www.emic.ee/evald-aav.

- Gemeinsame Normdatei: 138109524
- International Standard Name Identifier: 0000 0000 7782 3292
- Library of Congress Control Number: no2010056243
- Nationale Bibliotheek van Letland: 000270620
- MusicBrainz: 888b8e0c-b627-4da9-a03e-75781761d7a8
- Nationale Bibliotheek van Tsjechië: mzk2013754451
- Nationale Bibliotheek van Polen: a0000002769188
- Virtual International Authority File: 88172226
- WorldCat: E39PBJyMj49wwjWHJ9BYGtVXBP